# Miguel Zenón

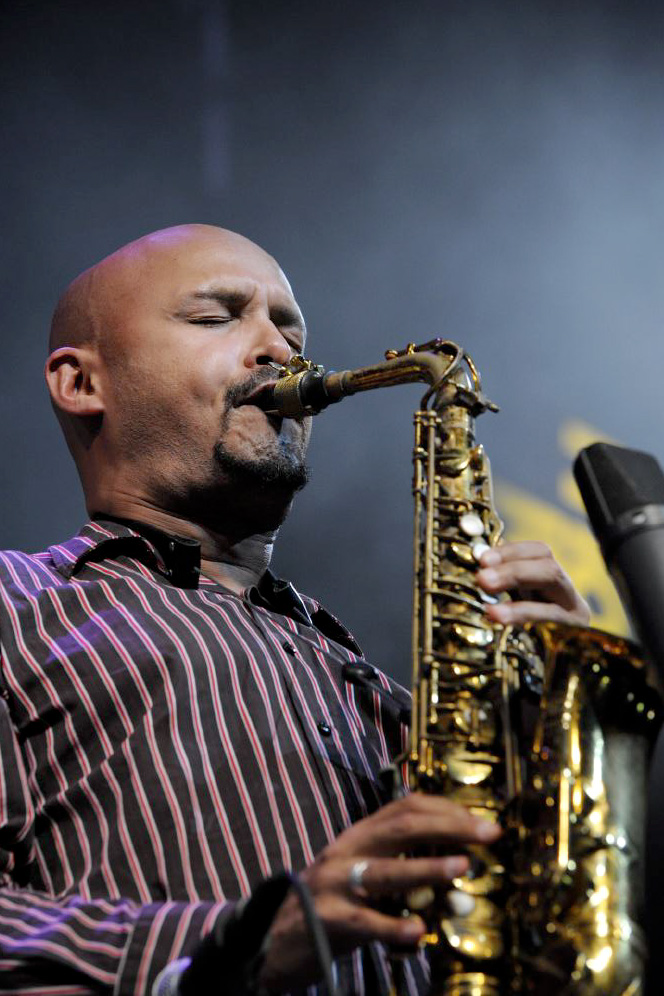
Miguel Zenon, moers festival 2009

Miguel A. Zenón (* 30. Dezember 1976 in San Juan, Puerto Rico) ist ein puerto-ricanischer Jazz-Musiker (Altsaxophon, Flöte), Komponist und Bandleader.

## Leben und Wirken
Miguel Zenón wuchs in Puerto Rico auf, spielte in der Grundschule zunächst Blockflöte und studierte dann Saxophon an der Escuela Libre de Musica in San Juan. Er erhielt später ein Stipendium im Rahmen des Programms Berklee in Puerto Rico für das Berklee College of Music in Boston und begann seine Musikerkarriere in den 1990er Jahren bei Bob Moses und in der Bostoner Bigband Either/Orchestra. Miguel Zenón zog 1998, bestärkt durch Danilo Pérez nach New York, um sein Studium an der Manhattan School of Music fortzusetzen und 2001 den Master zu erwerben. Zenon arbeitete dann in den Bands von Ray Barretto und David Sánchez, außerdem mit Guillermo Kleins Formation Los Gauchos, Sebastian Weiss, Bobby Avey und in Charlie Hadens Liberation Music Orchestra sowie der Mingus Big Band. Seit der Gründung 2004 ist er Mitglied des SFJazz Collective.
Zenón gründete 2001 seine eigene Band, die aus dem Pianisten Luis Perdomo, dem Bassisten Hans Glawischnig und dem Schlagzeuger Antonio Sánchez bestand; Sánchez wurde 2005 von Henry Cole ersetzt. 2002 erschien das Debütalbum des Quartetts, Looking Forward, auf dem Label Fresh Sounds/New Talent. Im folgenden Jahr nahm er das Album Ceremonial für das von Branford Marsalis neu gegründeten Label Marsalis Music auf, wo auch seine nächsten Alben erschienen. 2004 komponierte er Jibaro, eine Hommage an die ländliche Volksmusik seiner Heimat Puerto Rico; bei der Einspielung wurde Zenóns Quartett von einem Streichquartett und Blechbläsern ergänzt; auch das für einen Grammy nominierte Album Alma Adentro wurde in einem großformatigen Arrangement aufgenommen. Gemeinsam mit Laurent Coq vertonte er Kapitel des Romans Rayuela von Julio Cortázar; das 2012 veröffentlichte Quartett-Album (mit Dan Weiss und Dana Leong) wurde 2013 auch in Europa vorgestellt. Zu hören ist er u. a. auch auf  Dan Weiss’ Album Even Odds (2024). Mit seinem Bandprojekt Miguel Zenón Vanguardia Subterránea veröffentlichte er 2025 das Album Live At The Village Vanguard (Miel Music MZ11).
Zenón arbeitete daneben auch als Musikpädagoge in Programmen der New School University in New York City, des kanadischen Banff Centre und im Marsalis Jams Program. 2011 startete er die Initiative „Caravana Cultural“, um in ländlichen Gebieten Puerto Ricos kostenlose Jazzkonzerte zu veranstalten. 2023 wurde er als erster Professor für Jazz an das Massachusetts Institute of Technology berufen.

## Preise und Auszeichnungen
Zenón erhielt 2004 bis 2006 den Rising Star Alto Saxophone Award des Down Beat Kritikerpolls, 2006 den Best New Artist award der Leserumfrage in JazzTimes und 2008 ein Guggenheim-Stipendium. 2008 war er MacArthur Fellow. Sein Album Sonero: The Music of Ismael Rivera erhielt Ende 2019 eine Grammy-Nominierung in der Kategorie Bestes Latin-Jazz-Album. 2024 erhielt er einen Doris Duke Artist Award.

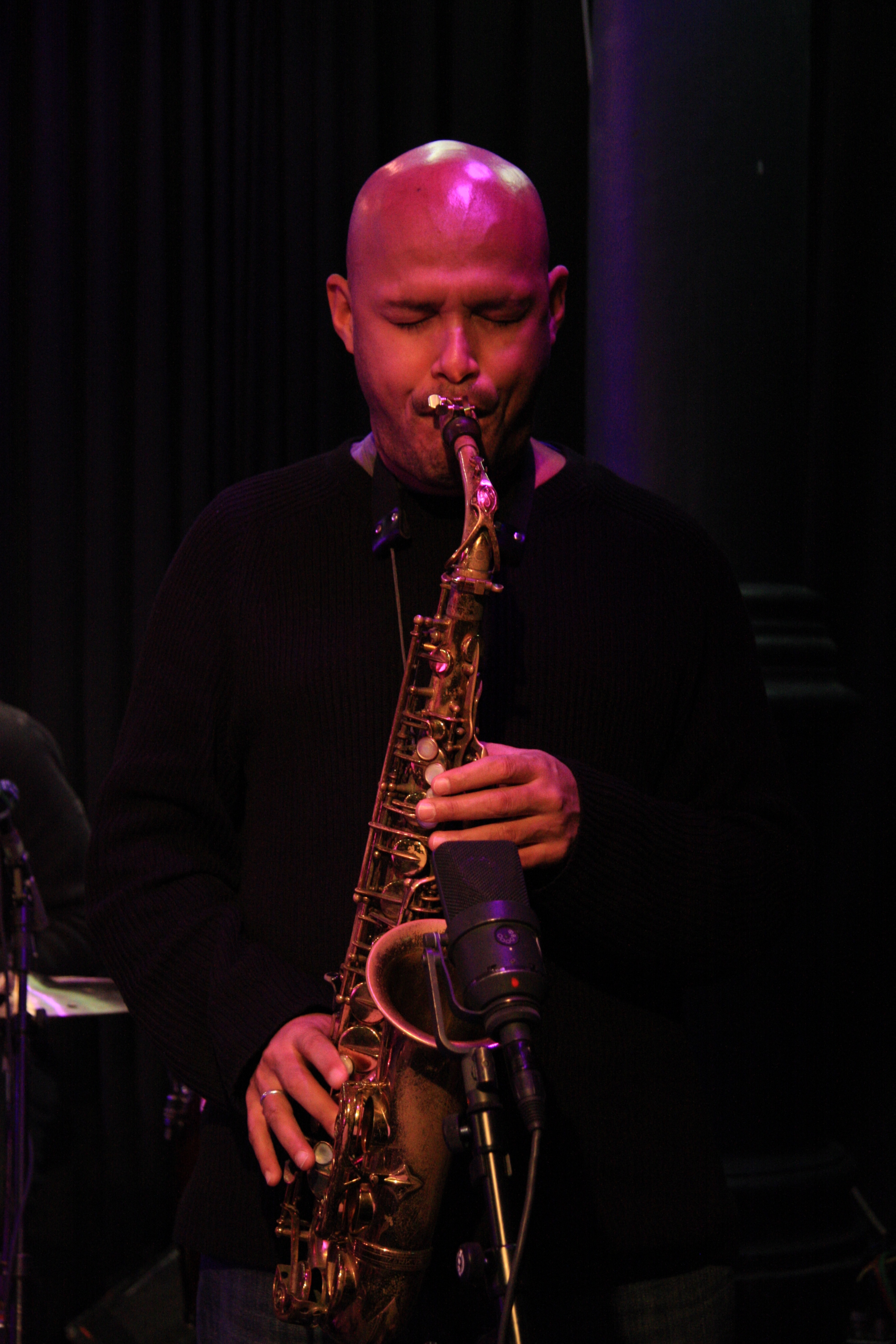
Miguel Zenón (2010)

## Diskographische Hinweise
- Looking Forward (Fresh Sound, 2001)
- Ceremonial (Marsalis Music, 2004)
- Awake (Marsalis Music, 2008), mit Ben Gerstein[5]
- Esta Plena (Marsalis Music, 2009)
- Alma Adentro: The Puerto Rican Songbook (Marsalis Music, 2011)
- Miguel Zenón & The Rhythm Collective: Oye!!! Live in Puerto Rico (Miel Music, 2013, mit Tony Escapa, Aldemar Valentin, Reynaldo de Jesus)
- Típico (Miel Music, 2017)
- Miguel Zenón Featuring Spektral Quartet: Yo soy la Tradición (Miel, 2018)
- Sonero: The Music of Ismael Rivera (2019)
- Tambor en Perspectiva (2020), mit Paoli Meijas
- Miguel Zenón & Luis Perdomo: El Arte del Bolero (2021)
- Miguel Zenón, Ariel Bringuez, Demian Cabaud & Jordi Rossy: Law Years: The Music of Ornette Coleman (2021)
- Música de las Americas (Miel, 2022)
- Golden City (2024)

- Miguel Zenón Vanguardia Subterránea: Live At The Village Vanguard (Miel Music, 2025)